# Geddes (Nowy Jork)
Geddes – miasto w Stanach Zjednoczonych, w stanie Nowy Jork, w hrabstwie Benewah.